# Selección femenina de rugby league de Australia
La Selección femenina de rugby league de Australia representa a Australia en competiciones de selecciones nacionales de rugby league, son conocidas como las Jillaroos.
Se formó por primera vez en 1995 con la finalidad de enfrentar una serie de 2 encuentros frente a Nueva Zelanda
Su organización está bajo el control de la Australian Rugby League Commission. 
Es la selección más laureada en la Copa Mundial Femenina de Rugby League, junto con Nueva Zelanda, logrando el título en 2013, 2017 y 2021, además de un subcampeonato en 2008.

## Plantel
- Chelsea Baker
- Karina Brown
- Julia Robinson
- Isabelle Kelly
- Jessica Sergis
- Hannah Southwell
- Keeley Davis
- Ali Brigginshaw (Capitán)
- Zahara Temara
- Heather Ballinger
- Steph Hancock
- Elianna Walton
- Holli Wheeler
- Brittany Breayley
- Kezie Apps
- Tazmin Gray
- Annette Brander
- Simaima Taufa

## Palmarés
Copa Mundial Femenina de Rugby League
- Campeón (3): 2013,[1] 2017,[2] 2021
- Subcampeón (1): 2008

Rugby League Pacific Championships
- Campeón (1): 2024

- Commonwealth Championship : 2018